# ياكيرة ورقية
ياكيرة ورقية (الاسم العلمي:Yakirra foliolosa) هي نوع من النباتات تتبع جنس الياكيرة من الفصيلة النجيلية.